# Jarkko Ahola
Jarkko Ahola (ur. 24 sierpnia 1977) – wokalista i basista fińskiego zespołu Teräsbetoni. W 2007 roku wraz z Marco Hietalą, Juha-Pekka Leppäluoto oraz Tonym Kakko powołał do życia zespół Northern Kings, który gra metalowe wersje przebojów z lat 80.
Ahola należał także do zespołu Dreamtale, z którym nagrał tylko jedną płytę – "Difference". 24 lipca 2011 roku Ahola ogłosił na swoim profilu na portalu Facebook powstanie nowego zespołu o nazwie AHOLA, w którym pełni funkcje lidera, wokalisty oraz gitarzysty rytmicznego. Pierwszy koncert zespołu odbył się 6go sierpnia 2011 w klubie On The Rocks w Helsinkach.
Był także członkiem zespołów Nicumo i Bulldozer.

## Wybrana dyskografia
| Album                               | Rok  | Uwagi                                             | Źródło |
| ----------------------------------- | ---- | ------------------------------------------------- | ------ |
| Blind Stare - Symphony of Delusions | 2005 | gościnnie śpiew w utworze "Runaway"               | [ 6 ]  |
| Diablo - Icaros                     | 2008 | gościnnie śpiew                                   | [ 7 ]  |
| MoonMadness - All in Between        | 2008 | gościnnie śpiew w utworze "Shot Through the Wing" | [ 8 ]  |
| Moottörin Jyrinä - Metallimyrsky    | 2011 | gościnnie śpiew                                   | [ 9 ]  |